# NNOC

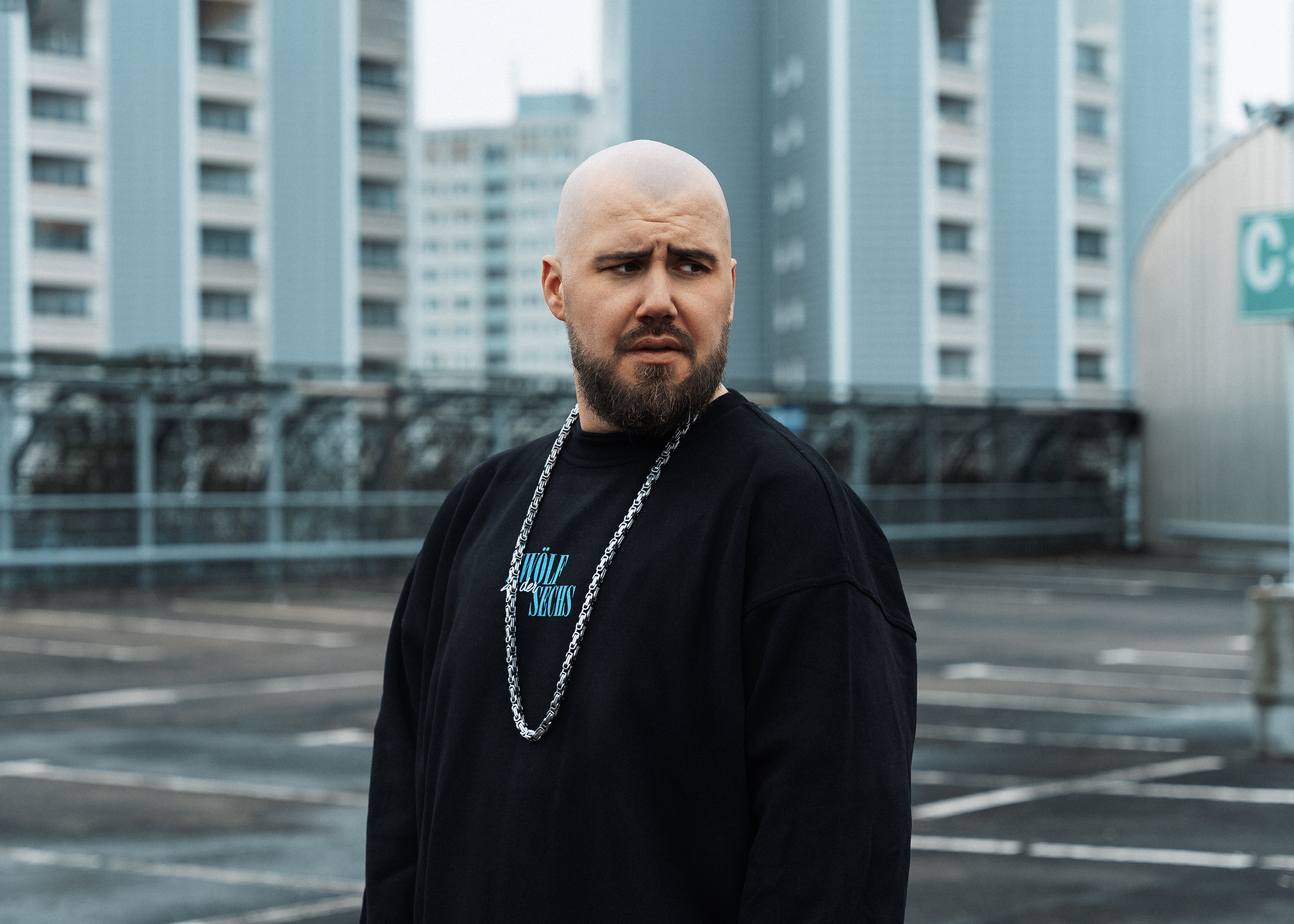
NNOC in Berlin-Marzahn (2022)

NNOC [ˈɛnˈnoʊˈsi] (bürgerlich Norbert Michael Triebel; * 16. Juli 1987 in Berlin-Marzahn) ist ein deutscher Rapper und Schauspieler.

## Leben
Nnoc wuchs im sozial schwachen Stadtteil Berlin-Marzahn auf. Im Jugendalter geriet er aufgrund von Drogen und Gewalttaten immer wieder mit dem Gesetz in Konflikt, was er bereits auf Songs wie Ich hab es erlebt mit Deutschrap-Urgestein Rilla (Hagen Stoll) musikalisch verarbeitet hat.

## Karriere
NNOC ist seit 2001 in der deutschen Rap-Szene aktiv. Nach etlichen Veröffentlichungen in seiner Musikalischen Laufbahn erlangte NNOC erstmals größere Aufmerksamkeit mit seinem Debüt-Studioalbum NNicht Ohne Campf, das am 14. August 2020 über das Berliner Label „Plattenbau Ost“ erschien und namhafte Zusammenarbeiten mit etablierten Künstlern wie Rilla (Hagen Stoll), Blokkmonsta, Liquit Walker und Akte One aufweisen konnte. Am 2. Dezember 2022 veröffentlichte er sein zweites Solo-Album, Phantom, auf dem unter anderem Kollaborationen mit bekannten Künstlern des Deutschen Raps wie Stacks102 von den 102Boyz, Khrome und Bangs AOB vertreten sind. Zwischen den Monaten Juni und September 2021 absolvierte er zudem die Dreharbeiten für seine Nebenrolle im Kinofilm Sonne und Beton.

## Musikstil
Die Stilrichtung von NNOC lässt sich dem Genre des modernen Straßenraps zuordnen. In seiner Musik beschäftigt er sich wiederkehrend mit seiner Vergangenheit, sozialen Missständen, Gewalt und kriminellen Handlungen, die in seiner Historie zum Alltag gehörten.

## Schauspiel
In dem am 2. März 2023 erschienenen Kinofilm Sonne und Beton von Drehbuchautor und Filmregisseur David Wnendt, nach dem gleichnamigen Buch von Comedy Star Felix Lobrecht, tritt NNOC an der Seite von ebenfalls für diesen Film gecasteten Rappern wie Olexesh, Luvre47, Juju, Lucio101, Azzi Memo und B-Tight in Erscheinung.

## Filmografie
- 2023: Sonne und Beton

## Diskografie

### Studioalben
- 2020: NNicht Ohne Campf
- 2022: Phantom

### EPs
- 2019: Herz aus Beton

### Singles
- 2019: Bereit
- 2019: Licht aus
- 2019: Hochhaus Original (feat. 9cigK & Abycc)
- 2019: Überall (feat. Cossack410 & TekTek410)
- 2019: Straßenbahn
- 2020: Plan
- 2020: Plattenbau Ost
- 2021: Blenden (feat. Cossack410)
- 2021: Nine Nine (feat. Bo Derah)
- 2021: Drama Teil 1
- 2021: Gilligan
- 2021: Blood in the vein (feat. Gera Berlin, Karmo Kaputto)
- 2022: Gib mir mein Hak (feat. Abycc)
- 2022: Bärenvater
- 2022: Perfekte Welt (feat. M.I.K.I)